# پورشه ۹۹۳

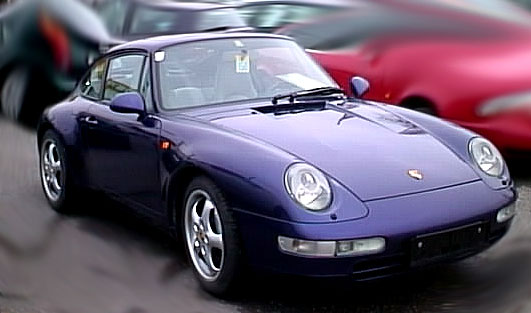

پورشه ۹۹۳ (Porsche ۹۹۳) خودرویی است که در سال‌های ۱۹۹۴_۱۹۹۸ در اشتوتگارت، آلمان تولید شده‌است.
این خودرو در کلاس خودرو اسپورت قرار گرفته، طراحی آن موتور عقب، توزیع نیروی پیشران و خودرو چهار چرخ محرک بوده است. سیستم جعبه‌دندهٔ آن ۶ دنده به دو صورت خودکار و دستی است.